# RBM38
RBM38 (англ. RNA binding motif protein 38) – білок, який кодується однойменним геном, розташованим у людей на довгому плечі 20-ї хромосоми. Довжина поліпептидного ланцюга білка становить 239 амінокислот, а молекулярна маса — 25 498.
| 10         |  | 20         |  | 30         |  | 40         |  | 50         |
| ---------- |  | ---------- |  | ---------- |  | ---------- |  | ---------- |
| MLLQPAPCAP |  | SAGFPRPLAA |  | PGAMHGSQKD |  | TTFTKIFVGG |  | LPYHTTDASL |
| RKYFEGFGDI |  | EEAVVITDRQ |  | TGKSRGYGFV |  | TMADRAAAER |  | ACKDPNPIID |
| GRKANVNLAY |  | LGAKPRSLQT |  | GFAIGVQQLH |  | PTLIQRTYGL |  | TPHYIYPPAI |
| VQPSVVIPAA |  | PVPSLSSPYI |  | EYTPASPAYA |  | QYPPATYDQY |  | PYAASPATAA |
| SFVGYSYPAA |  | VPQALSAAAP |  | AGTTFVQYQA |  | PQLQPDRMQ  |  |            |

A: Аланін

C: Цистеїн

D: Аспарагінова кислота

E: Глутамінова кислота

F: Фенілаланін

G: Гліцин

H: Гістидин

I: Ізолейцин

K: Лізин

L: Лейцин

M: Метіонін

N: Аспарагін

P: Пролін

Q: Глутамін

R: Аргінін

S: Серин

T: Треонін

V: Валін

Задіяний у таких біологічних процесах, як процесинг мРНК, сплайсинг мРНК, клітинний цикл, диференціація клітин, альтернативний сплайсинг. 
Білок має сайт для зв'язування з РНК. 
Локалізований у цитоплазмі, ядрі.